# Крылов, Порфирий Никитич (ботаник)
Порфи́рий Ники́тич Крыло́в (1 [13] августа 1850, Сагайское, Енисейская губерния — 27 декабря 1931, Томск, Западно-Сибирский край) — русский ботаник, флорист и педагог, один из основоположников учения о растительных сообществах — фитоценологии (фитосоциологии).
C 1885 года работал в Томском университете, где основал первый в России, расположенный за Уралом, ботанический сад и гербарий, один из создателей биологической науки и биообразования в Сибири, в том числе создал школу флористов-систематиков («томская школа»). С 1917 — профессор Томского университета
В 1929 году был избран членом-корреспондентом Академии наук СССР, в 1925 году — Академии наук УССР.
Исследовал флору Урала и Сибири.
Автор многотомных трудов: «Флора Алтая и Томской губернии» (т. 1—7, 1901—1914) и «Флора Западной Сибири» (т. 1—12, 1927—1964)  (завершён учениками после смерти автора), в которых дано описание 1800 видов растений.

## Биография
Порфирий Крылов родился 1 (13) августа 1850 года в деревне Сагайская в Минусинском уезде Енисейской губернии (ныне Каратузский район Красноярского края) в купеческой старообрядческой семье «почётного гражданина Перми коммерции советника и кавалера» Никиты (Аникиты) Кондратьевича Крылова. В раннем детстве вместе с семьёй переехал в Пермь, где в возрасте 12 лет поступил в гимназию. После четвёртого класса, при переходе в пятый класс, он был отчислен из гимназии из-за неявки на экзамен и получил свидетельство об окончании четырёх классов гимназии с оценками: «хорошие» и «достаточные» («отличные» по латинскому, «посредственные» по немецкому).
В 1868 году поступил учеником в одну из пермских аптек, где заинтересовался химией и лекарственными растениями, а вскоре — изучением растений (ботаникой). Через три года уехал в Казань, где в 1873 году поступил на двухгодичные курсы при Казанском университете для получения звания провизора. Вступил в общество естествоиспытателей при Казанском университете, работал в Ботаническом кабинете. В «Трудах Казанского общества естествоиспытателей», в возрасте 23 лет, напечатал свою первую научную работу — «Заметки о малине хмелелистной».
Окончив курсы с отличием и получив диплом провизора, остался работать при университете, сначала сверхштатным лаборантом на кафедре аналитической химии, затем перешёл в ботанический сад на место учёного садовника.
За время учёбы и работы в Казани он осуществил 11 путешествий по Пермской губернии и Уральскому хребту, напечатал 15 научных работ по флоре, растительности и лекарственным растениям.
Попечитель Западно-Сибирского учебного округа В. М. Флоринский, ведавший строительством Томского университета, пригласил Крылова в первый сибирский университет для организации при нём ботанического сада и гербария; 23 июля 1885 года Крылов приехал в Томск. С собой он привёз 700 горшков с оранжерейными растениями для ботанического сада.
В этом же году было начато строительство главной оранжереи, подготовлено 14 парников, заложены: питомник оранжереи, систематикум (живой гербарий, вмещавший 2000 видов травянистых растений) и дендрариум, созданы питомник лекарственных растений и плодовый отдел сада. Перед главным зданием университета был разбит парк — университетская роща. В 1888 году им был создан в Томске «Городской сад».
Начиная с 1890-х годов для пополнения ботанического сада и гербария Крылов совершил ряд путешествий на Алтай и по Западной Сибири, Казахстану. В этот же период им были основаны питомники в Томске, Судженке и Исилькуле для развития снегозащитных насаждений по линии железной дороги от Урала до Байкала.
Через 15 лет после прибытия в Томск, в 1901 году, Крылов издал первый том своего капитального труда — «Флора Алтая и Томской губернии» (последний том был издан в 1914). В 1909 году Казанский университет присудил автору «Флоры Алтая» степень почётного доктора ботаники, а Академия наук присудила Крылову премию Бэра. С 1914 года П. Н. Крылов работал в Петрограде — в Ботаническом музее академии наук.
В 1917 году вернулся в Томск — профессором Томского университета. Жил в доме № 33 по проспекту Кирова; к дому примыкал обширный, разбитый Крыловым, сад.
В 1918 году приступил к созданию своего второго крупного труда — «Флора Западной Сибири», который был завершён учениками автора после его смерти.
В 1925 году был избран в члены-корреспонденты Украинской Академии наук, в 1929 — Академии наук СССР.
Его труды позволили в 1930-е годы составить сводные геоботанические карты Красноярского края.
Умер 27 декабря 1931 года. Был похоронен в «Университетской роще». После смерти Крылова, в 1933 году, гербарию Томского университета присвоено имя его основателя.
Именем Крылова названы:
- Род растений Крыловия (Krylovia Schischk. ex Tamamsch.).
- Более 50 видов, например:
  - Aconitum krylovii Steinb., 1937
  - Brachanthemum krylovii Serg., 1953
  - Dianthus krylovianus Juz., 1950[4]
  - Hieracium porphyrii Schischk. et Serg., 1949
  - Potentilla kryloviana Th.Wolf, 1908[5]
  - Salix krylovii E.L.Wolf, 1911
  - Stipa krylovii Roshev., 1929[6]
  - Veronica krylovii Schischk., 1939 = Veronica teucrium L.[7]
- Улица в Томске.
- Научный биологический журнал Томского госуниверситета — «Krylovia» («Крыловия»)[8].
- Гербарий Томского университета.

## Экспедиции
За 60 лет научной деятельности Крылов совершил 36 путешествий, включая 11 до 1895 года по Пермской и Казанской губерниям.
Его путешествия прошли по горным хребтам Урала, Алтая и Саян, по сибирским степям от предгорий Урала до Даурии, пустынным степям и горам Казахстана, долинам рек Обь и Иртыш, по тайге и болотам томского севера.

### Алтай
Крылов совершил 5 путешествий на Алтай в 1891, 1901, 1903, 1911, 1915 годах, пройдя через весь Алтай от западных предгорий Алтая до Телецкого озера и Чуйской степи. Им были исследованы многие хребты: Чуйский, Айгулакский, Катунский, Тигерецкий, Теректинский, Каракольский.

### Хакасия
В 1892 году, для проведения географических исследований, Петербургский ботанический сад и Русское Географическое общество организовали путешествие Крылова в Урянхайскую Землю. За время экспедиции был собран богатый научный материал, были исследованы растительность Западного Саяна и влияние географических факторов на верхнюю границу леса.

### Западная Сибирь
В период с 1906 по 1914 годы Крылов участвовал в почвенно-ботанических экспедициях по обследованию земельных фондов Сибири, проводимых по заданию переселенческого управления. Для исследования растительности сибирских степей (Барабинская, Кулундинская, Коростелевская, Бельагачская, Кузнецкая)
В конце жизни Крылов предпринял 4 путешествия по Западной Сибири и по Северо-восточному Казахстану. Маршруты проходили в Омской, Тюменской, Курганской, Челябинской, Петропавловской, Семипалатинской и Восточно-Казахстанской областях. Изучались: Калбинский хребет, долины рек Букони, Кокпектинки, Чёрный Иртыш и Курчума, пустынные степи Зайсанской низменности, барханные пески Бланды-Кум.

### Другие регионы
По заданию Ботанического музея Академии наук, где он в то время работал, Крылов в 1916 году путешествует по Кавказу.
В 1931 году Новосибирский филиал Химико-Фармацевтического института приглашает Крылова консультантом в экспедицию по изучению лекарственных и эфироносных растений Забайкалья. Крылов совершает путешествие в Агинскую степь. Это путешествие стало последним в жизни учёного.

## Научные труды
Крыловым опубликовано около 60 научных работ по флоре и растительности Сибири.

### Наиболее значимые
- Флора Алтая и Томской губернии: Руководство к определению растений Зап. Сибири. Т. 1-17. Томск, 1903—1914.
- Флора Западной Сибири: руководство к определению зап.-сиб. растений. 2-е изд., доп. и расшир. изд. «Флоры Алтая и Том. губернии». Т.1-11. Томск, 1927—1949.

### Другие
- Липа на предгорьях Кузнецкого Ала-тау / Изв. Том. ун-та. 1891. Т.3, отд. 2. С.1-40.
- Очерк растительности Томской губернии / Научные очерки Томского края. Томск, 1898. С. 1-26. карт.
- Краткий очерк флоры Томской губернии и Алтая / Изв. С.-Петерб. ботан. Сада. 1902. Т.2, вып. 3. С. 85-106.
- Маршрут путешествия по Алтаю в 1903 г. / Изв. С.-Петерб. ботан. Сада. 1903. Т.3, вып. 1. С. 1-12; вып. 2. С. 13-18; Т. 4, вып. 4. С. 18-20.
- Plantae altaicae novae / Тр. С.-Петерб. ботан. Сада. 1903. Т.21, вып. 1. С. 1-12. табл. вып. 2. С. 13-18.
- Эндемизм алтайской флоры: Предварит. сообщ. / Протоколы Том. о-ва естествоиспытателей и врачей за 1903—1904 г. Томск, 1905. С. 65-67.
- Растительность в Барабинской степи и смежных в ней мест / Предварительный отчёт о ботанических исследованиях в Сибири и Туркестане в 1912 г. СПб., 1913. С. 41-84; карт., табл.
- К вопросу о колебании границы между лесной и степной областями / Тр. ботан. Музея имп. АН. Пг., 1915. Вып. 14. С. 82-130.
- Степи западной части Томской губернии: Ботан.-геогр. обзор / Тр. почв.-ботан. Экспедиций по исслед. колонизац. р-нов Азиат. России. Ч.1. Переселенческое упр. М-ва земледелия. Ч.2. Ботан. Исслед. 1913 г. Пг., 1916. Вып.1. С. 1-139: ил., карт.
- Очерк растительности Сибири / Стат. — эконом. бюл. Томск, 1919. С. 1-24: ил., цв. карт.
- Флористические этюды Прикатунского края / Изв. Том. отделения Рус. ботан. О-ва. 1921. Т.1, вып. 1-2. С. 1-22.
- Материалы к флоре споровых растений Алтая и Томской губернии. 1. Листостебельные мхи / Изв. Том. ун-та. 1925. Т.75. С. 1-48.
- Ботанико-географическая экспедиция в Западной Сибири / Сибиреведение. 1927. С. 4-5.
- К изучению растительности Западной Сибири / 1 Сиб. краев. н.- и. съезд. Новосибирск, 1927. Т.3. Поверхность. С. 195—197.
- Новый гражданин алтайской флоры — Krascheninnikowia Borodini Kryl. sp. n. / Юбилейный сборник, посвящённый И. П. Бородину. Л., 1927. С. 220—228: табл.
- Систематические заметки по материалам Гербария Томского университета. 1928. 37. С. 1-2; 1932. Вып. 3. С. 1-4; табл.; Вып. 7-8. С. 1-3: табл.; 1933. вып. 1-2. С. 1-2.
- Фитостатистический очерк альпийской области Алтая / Изв. Том. отд-ния рус. ботан. О-ва. 1931. Т. 3. вып. 1-2. С. 28-83: табл.